# Stygopholcus absoloni
Stygopholcus absoloni is een spinnensoort uit de familie trilspinnen (Pholcidae). De soort komt voor in Kroatië en Bosnië en Herzegovina en is de typesoort van het geslacht Stygopholcus.